# Contesa Ina Marie von Bassewitz
Contesa Ina von Ruppin (27 ianuarie 1888 – 17 septembrie 1973) a fost soția Prințului Oscar al Prusiei.

## Biografie
S-a născut Contesa Ina-Marie Helene Adele Elise von Bassewitz la 27 ianuarie 1888 la Bristow, Mecklenburg, Germania, ca fiică a contelui Karl Heinrich Ludwig von Bassewitz-Levetzow și a contesei Margarethe Cäcilie Luise Alexandrine Friederike Susette von der Schulenburg.
La 31 iulie 1914 s-a căsătorit cu Prințul Oscar al Prusiei, al cincilea fiu al kaiserului Wilhelm al II-lea al Germaniei și a primei lui soții, Augusta Viktoria de Schleswig-Holstein. Atât ceremonia relogioasă cât și cea civilă au avut loc la palatul Bellevue în apropiere de Berlin, Prusia. Inițial uniunea a fost considerată morganatică însă la 3 noiembrie 1919 s-a decretat a fi dinastică în conformitate cu legile interne ale casei regale de Hohenzollern. Înainte de căsătorie, la 27 iulie 1914, Ina Maria a câștigat, de asemenea, titlul de "Contesă de Ruppin", și de la 21 iunie 1920, a fost intitulată "Prințesă a Prusiei". Cuplul a avut patru copii:
- Prințul Oskar Wilhelm Karl Hans Kuno al Prusiei (12 iulie 1915 Potsdam, Germania – 5 septembrie 1939 Polonia); a murit în Al Doilea Război Mondial.
- Prințul Burchard Friedrich Max Werner Georg al Prusiei (8 ianuarie 1917 – 12 august 1988); căsătorit, fără copii.
- Prințesa Herzeleide-Ina-Marie Sophie Charlotte Else a Prusiei (25 decembrie 1918 – 22 martie 1989); căsătorită cu trei copii, inclusiv prințul Ernst-Johann Biron de Courland.
- Prințul Wilhelm Karl Adalbert Erich Detloff al Prusiei (20 ianuarie 1922 – 9 aprilie 2007); căsătorit cu trei copii. A fost ultimul nepot în viață al împăratului Wilhelm al II-lea.

Contesa von Ruppin a murit la München, Bavaria la 17 septembrie 1973, la vârsta de 85 de ani.